# Sho Matsumoto
Sho Matsumoto (født 4. april 1992) er en japansk fodboldspiller.